# Přírodní park Puez-Geisler
Přírodní park Puez-Geisler (italsky Parco Naturale Puez-Odle, ladinsky Parch Naturel Puez-Odles nebo Parch Natural Pöz-Odles) je regionální přírodní park v jihotyrolských Dolomitech (Itálie). Byl založen v roce 1978, rozšířen v roce 1999 a nyní se rozkládá na ploše 10 722 ha, rozdělené mezi obce Abtei, Corvara, S. Cristina in Val Gardena, S. Martino in Thurn, Ortisei in Val Gardena, Villnöß a Selva Gardena.

## Rozsah a stanoviště
Přírodní park Puez-Odle se rozkládá na území horských skupin Geisler a Puez (někdy spojovaných jako Puez-Odle) a Peitlerkofel mezi údolími Val Badia, Val Gardena a Villnöß. Skupina Puez, která zahrnuje Puezspitzen (2918 m), Sassongher (2665 m) a Stevia (2555 m), zaujímá jihovýchodní část parku až po passo Gardena (2121 m). Nachází se zde také rozsáhlá náhorní plošina Gardenazza a jezero Lech de Crespëina. Západní část zaujímá horská skupina Geisler, jejíž nejvyšší body jsou Sass Rigais a Furchetta (oba 3025 m). Úzký pruh území na severním úbočí hory Seceda tvoří spojnici s pohořím Raschötz. Na severu se zvedá horská skupina Peitlerkofel až k Würzjochu (2003 m) se stejnojmenným vrcholem Peitlerkofel (2875 m) a Aferer Geislern.
Přírodní park Puez-Odle je zajímavý zejména z geologického hlediska, protože se zde nacházejí všechny horniny typické pro Dolomity, jako je Gardenská formace, Bellerophonská formace, Werfenská formace nebo formace svatého Kassiána. Lesy se nacházejí pouze v okrajových částech území parku. Krajinu charakterizují vysokohorské pastviny, horské louky a ve vyšších nadmořských výškách vysokohorská travinná společenstva tvořená polštáři ostřice pevné a různými druhy pěchav. Velkou část celkové rozlohy parku tvoří dolomitové skály a suťové svahy.

## Galerie

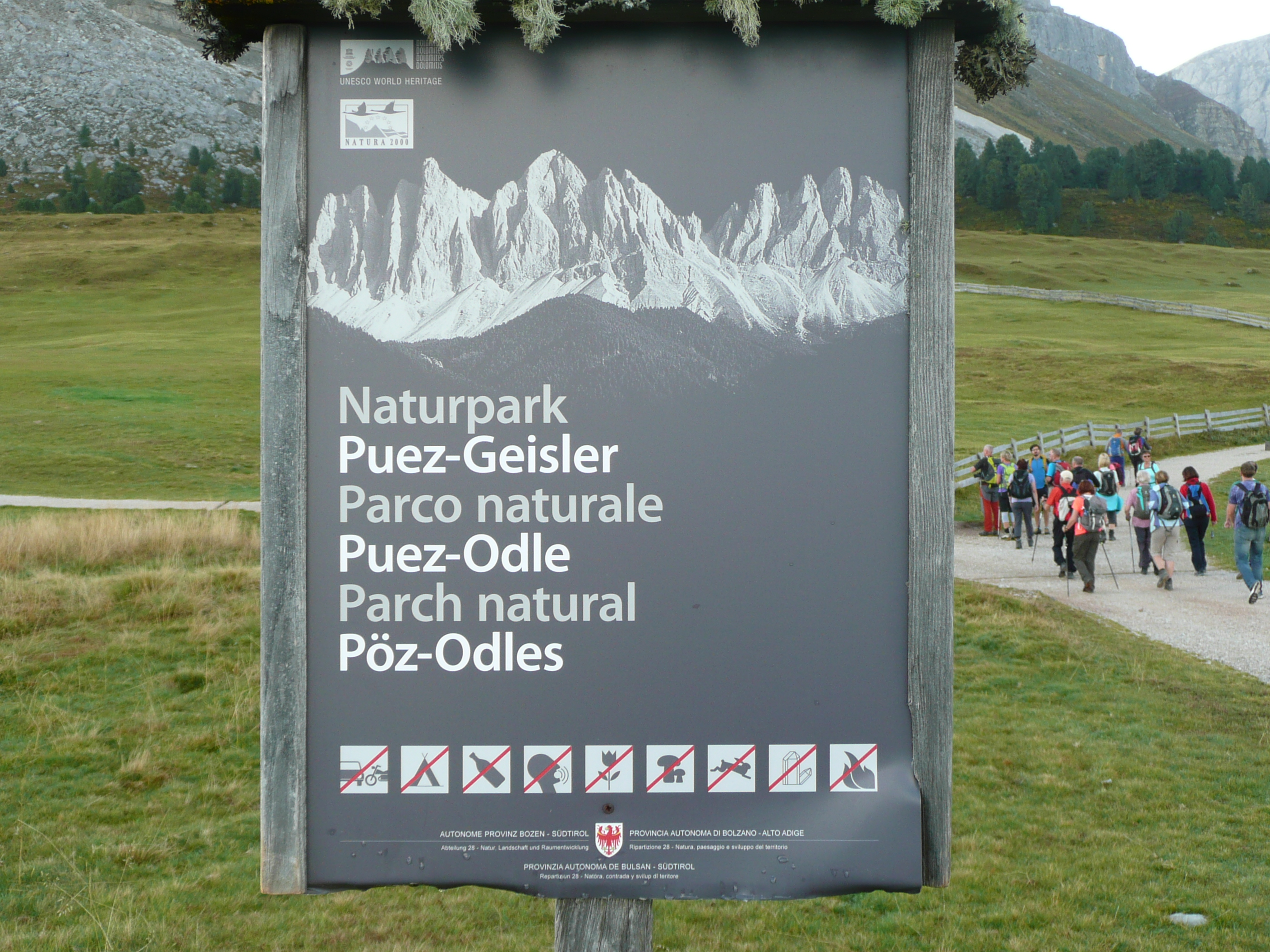
hraniční tabule
Geislerspitzen
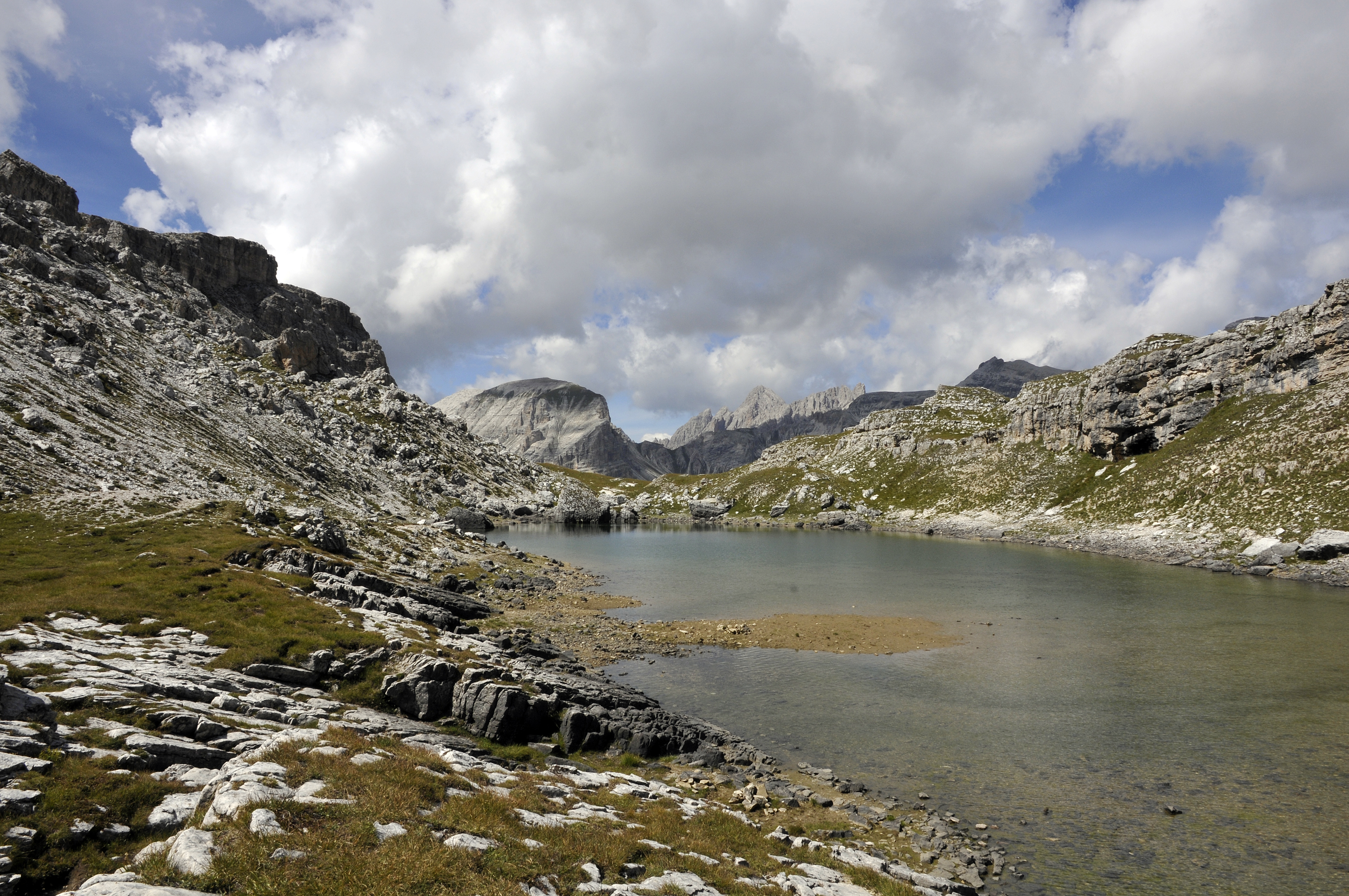
jezero Lech de Crespëina
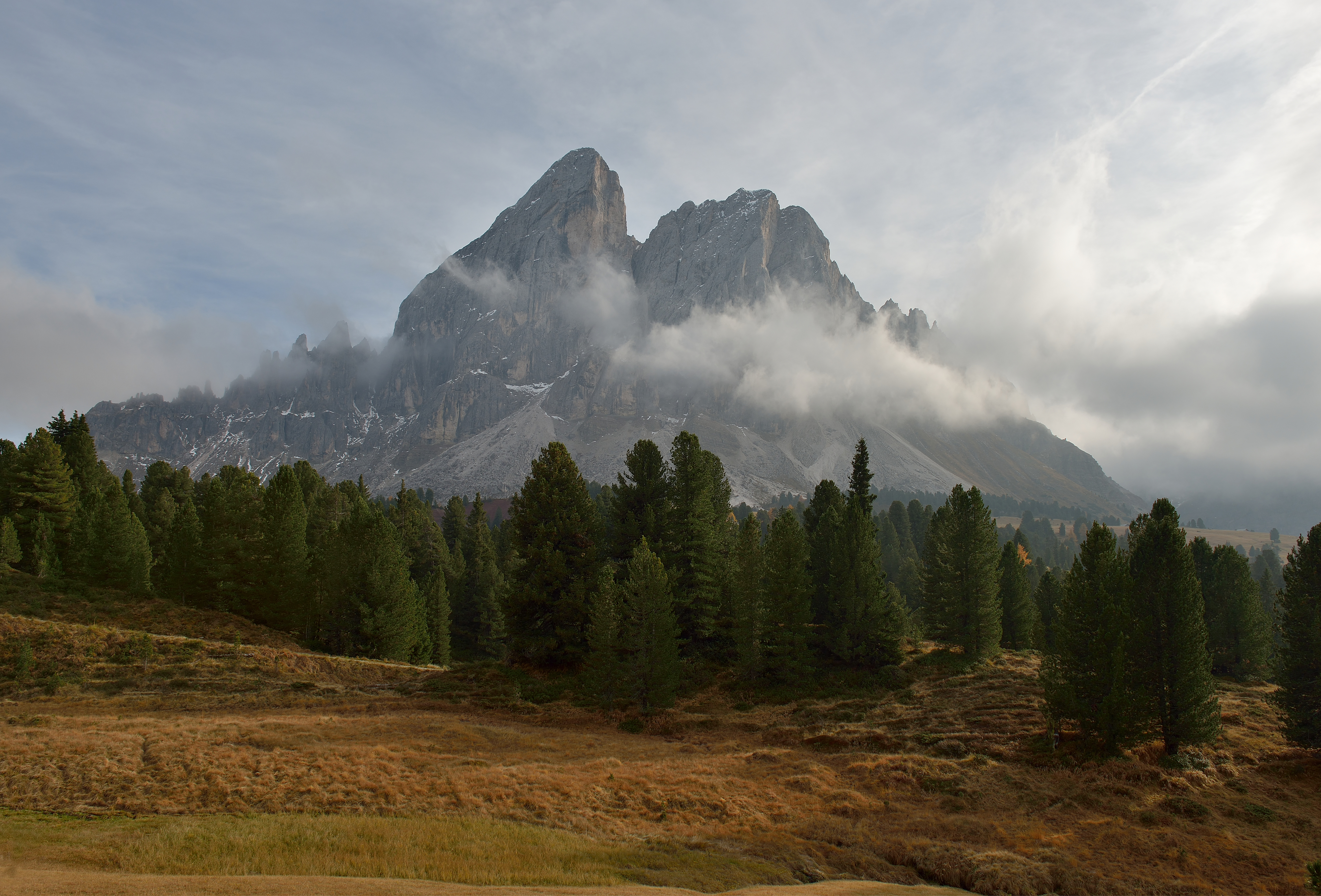
Peitlerkofel
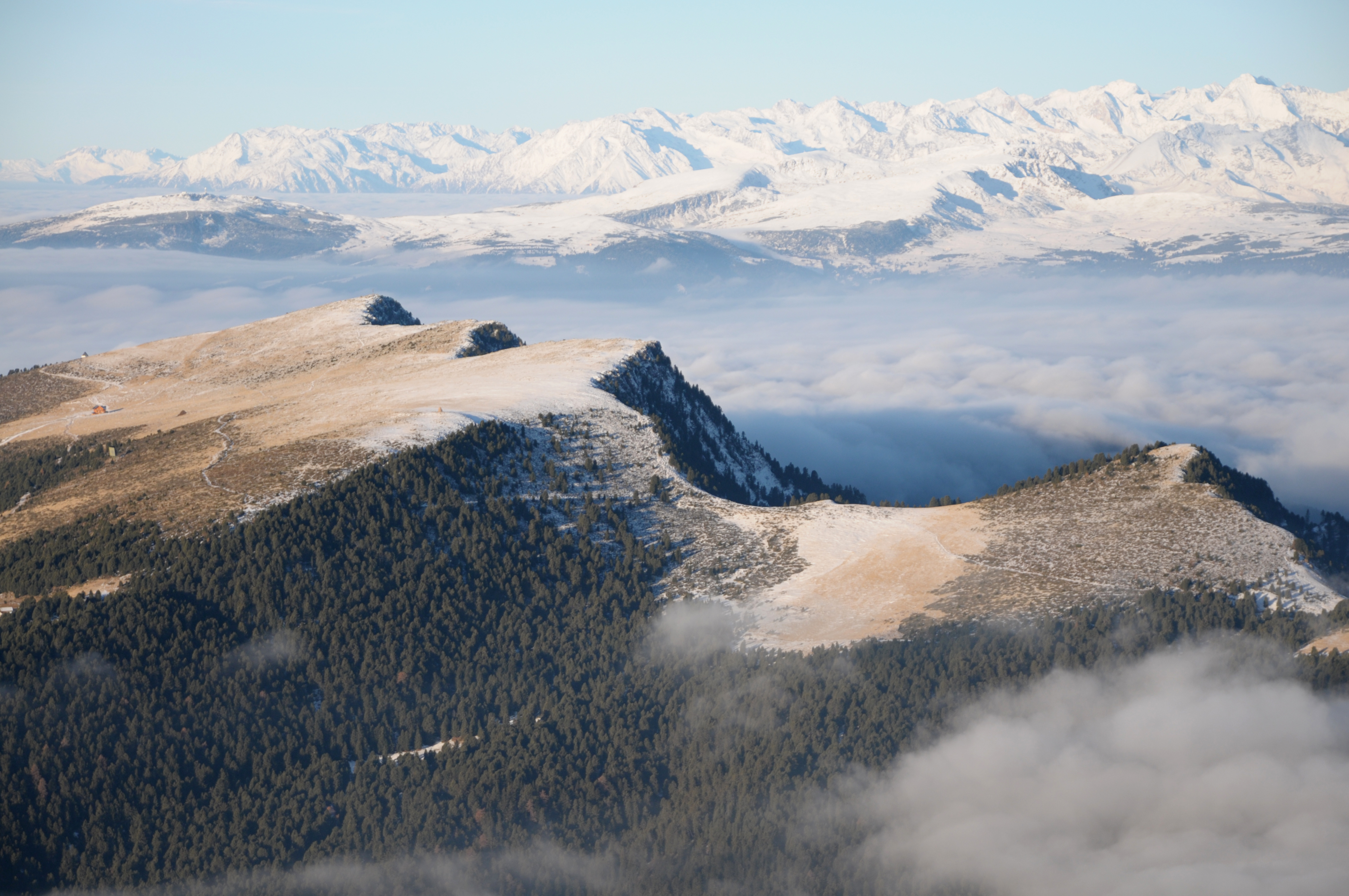
Raschötz
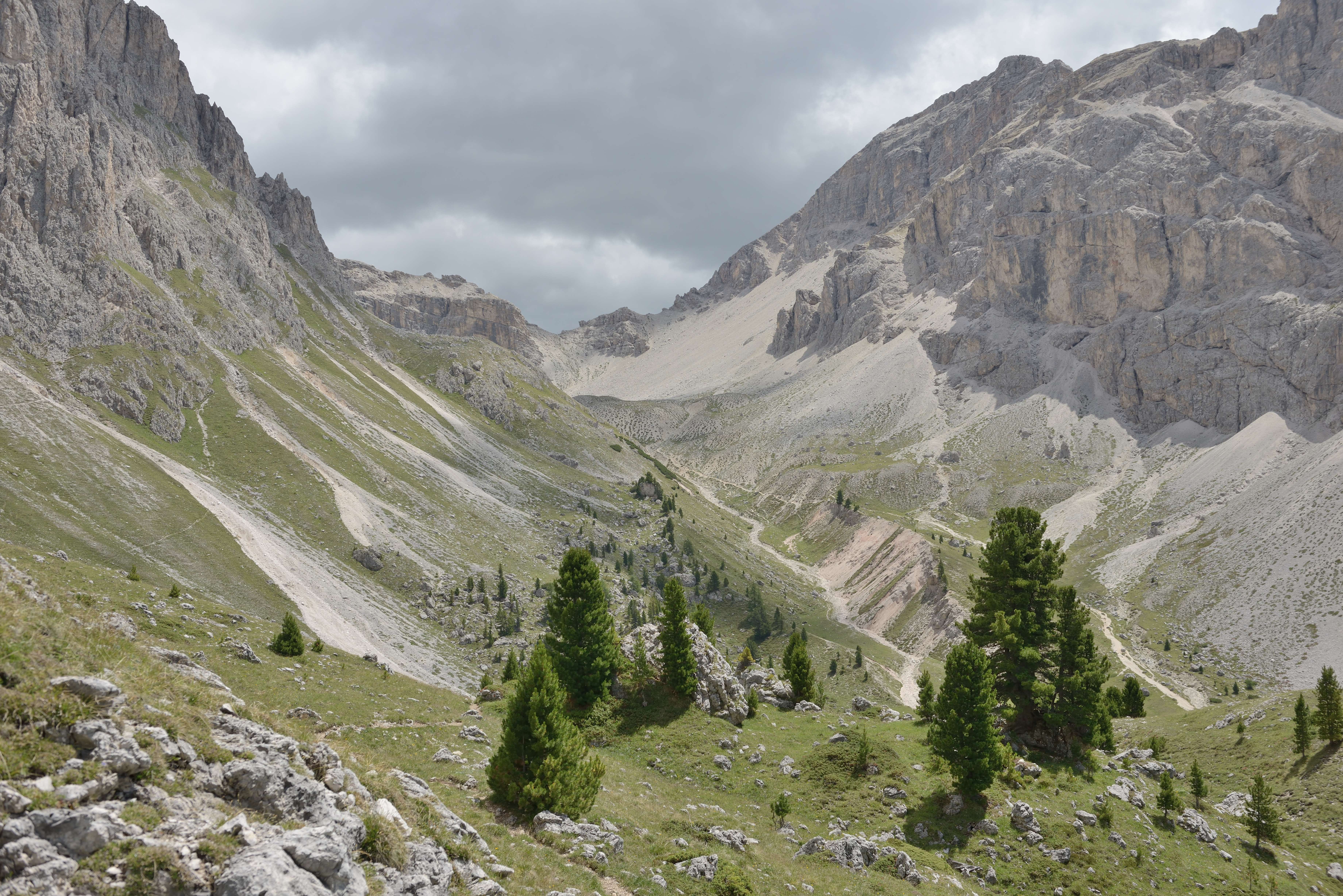
Údolí Forces de Siëles a stejnojmenné sedlo

## Historie
Přírodní park Puez-Odle byl založen v roce 1978 a rozšířen v roce 1999. V roce 2009 byl uznán organizací UNESCO jako součást světového dědictví Dolomity. V roce 2009 byl také otevřen "Dům přírodního parku Puez-Odle" ve Villnößu s návštěvnickým centrem s průchozí leteckou vyhlídkou, výstavním prostorem "Dotýkání hor", kde jsou představeny typy a vrstvy hornin. Ve druhém patře se nacházejí další dvě výstavní plochy "Wunderkammer der Natur" a "Berge erobern".